# Ken Casey
Ken Casey (Pittsfield, 15 april 1969) is een Amerikaans muzikant. Hij is een van de oprichters, bassist en zanger van de punkband Dropkick Murphys.
Toen Casey in zijn adolescententijd Mike McColgan leerde kennen, werden ze vrienden en begonnen ze de band Dropkick Murphys. Ze maakten een mix van punkrock en Keltische muziek genaamd celtic punk. McColgan verliet de band na het album Do or Die. Casey is nu de enige die nog over is van de originele bezetting. Drummer Matt Kelly kwam vlak na de oprichting in 1997 bij de band.
Casey woont in Hingham, Massachusetts, maar is opgegroeid in Milton.
- Library of Congress Control Number: no2014070293
- MusicBrainz: 622083a6-a011-4354-af39-5fdbbfccd585
- Virtual International Authority File: 309564012
- WorldCat: E39PBJtmwX9wRHYHPKDRHRjV4q